# Winston Hill
Pro Football Hall of Fame 2020
(en) Statistiques sur pro-football-reference
Winston Cordell Hill, né le 23 octobre 1941 à Joaquin et décédé le 26 avril 2016 à Denver, est un joueur américain de football américain.

## Biographie

### Enfance
Hill étudie à la Weldon High School de Gladewater où il est un champion de tennis et membre de l'équipe de football américain, évoluant dans la ligne offensive et défensive,.

### Carrière

#### Université
Étudiant à l'université de Texas Southern, il continue de jouer dans les deux lignes sous les ordres d'Alexander Durley. Hill est nommé, à trois reprises, dans l'équipe de la saison de la Southwestern Athletic Conference. 

#### Professionnel
Winston Hill est sélectionné au onzième tour de la draft 1963 de la NFL par les Colts de Baltimore au 145e choix. Lors de la pré-saison, il est coupé par les Colts et signe avec les Jets de New York. Après une première saison comme tackle remplaçant, Hill devient titulaire et l'un des meilleurs joueurs de ligne de l'histoire des Jets, débutant 174 matchs consécutifs pour New York. 
Il est sélectionné, à quatre reprises, au All-Star Game de l'AFL, quatre fois également au Pro Bowl et reste un pilier des Jets malgré une jambe cassée lors de la pré-saison 1965 et une blessure à la gorge en 1974. Winston Hill protège le quarterback Joe Namath et contribue à la victoire finale au Super Bowl III. En 1977, le tackle est échangé aux Dolphins de Miami mais n'intègre pas l'effectif finale pour la saison 1977. Il s'engage avec les Rams de Los Angeles et dispute trois rencontres avant de quitter la franchise et de tenter une dernière année, chez les Bills de Buffalo en 1978 sans pour autant jouer,. 
En 2010, Winston Hill intègre le cercle d'honneur des Jets de New York avant d'être nommé dans le Pro Football Hall of Fame en 2020, quatre années après sa disparition. 